# Идумея
Идумея или Едом (на иврит: אֱדוֹם) е древна държава в Близкия Изток.
Разположена между Мъртво и Червено море, тя е създадена около XI век пр. Хр. от местните семити. През следващите столетия се споменава многократно в различни източници, включително в Библията. През първата половина на II век пр. Хр. Идумейското царство е завладяно от Набатея, а по-късно влиза в границите на Римската империя.